# Luigi Reggio e Branciforte
Luigi Reggio e Branciforte IV príncep de Campofiorito i gran d'Espanya (Palerm, 5 de novembre de 1677 - Aci Catena, 5 de novembre de 1757) fou un militar i noble sicilià al servei d'Espanya, Capità general de València.
Fill de Stefano Reggio e Saladino i Dorotea Branciforte e Romano-Colonna. En 1704 va heretar del seu pare el títol de príncep d'Aci Sant'Antonio i Aci San Filippo, príncep de Campofiorito, marquès de Ginestra, baró de Valguarnera, Campofiorito i Rachali, feus situats entre Palerm i Catània. En 1698 es casà amb Caterina Gravina e Gravina, filla del príncep de Palagònia. Entrà al servei de Felip V d'Espanya, de qui fou ambaixador al Regne de Sicília i capità general del Regne de Sicília en 1713. Va rebre el grau de comandant general de l'exèrcit espanyol i ingressà a l'Orde de Calatrava. Fou nomenat capità general de Biscaia i en 1721 de València, càrrec que va ocupar fins 1737. Durant el seu mandat va crear una capella de música dirigida per Francesco Corradini i va organitzar les primeres representacions públiques d'òpera al Corral de l'Olivera.
Malgrat ser acusat de malversació, fou protegit de la reina Isabel Farnese i en 1737 fou nomenat ambaixador d'Espanya a la República de Venècia i en 1740 a França, on va negociar un important tractat comercial. Va ocupar el càrrec fins a la mort de Felip V en 1746. En 1747 tornà a les seves terres de Sicília, on va morir en 1757.